# 카일 하워드
카일 하워드(Kyle Howard, 1978년 4월 13일 ~ )는 미국의 배우이다.

## 출연 작품
- 하우스 어레스트